# Piper odoratum
Piper odoratum är en pepparväxtart som beskrevs av C. Dc.. Piper odoratum ingår i släktet Piper och familjen pepparväxter. Inga underarter finns listade i Catalogue of Life.